# 어센션섬의 문장

어센션섬의 문장

어센션섬의 문장은 2012년 8월에 채택된 어센션섬을 상징하는 문장이다. 이전에 이 섬은 공식적인 목적으로 영국의 왕실 문장을 사용했다.

## 같이 보기
- 어센션섬의 기